# Stazione di Prata Camportaccio
Stazione di Prata Camportaccio vasútállomás Olaszországban, Lombardia régióban, Prata Camportaccio településen.

## Vasútvonalak
Az állomást az alábbi vasútvonalak érintik:
- Colico–Chiavenna-vasútvonal

## Kapcsolódó állomások
A vasútállomáshoz az alábbi állomások vannak a legközelebb:
- Stazione di Chiavenna (Stazione di Chiavenna, Colico–Chiavenna-vasútvonal)
- Stazione di San Cassiano Valchiavenna (Stazione di Colico, Colico–Chiavenna-vasútvonal)